# Llenguado tasconer
El llenguado tasconer (Dicologlossa cuneata) és un peix teleosti de la família dels soleids i de l'ordre dels pleuronectiformes.
Menja crustacis, bivalves, cucs i poliquets.
Es troba des de les costes del Golf de Biscaia i la Mediterrània fins al Cap de Bona Esperança (Sud-àfrica).